# Freyellaster polycnema
Freyellaster polycnema is een zeester uit de familie Freyellidae.
De wetenschappelijke naam van de soort werd, als Freyella polycnema, in 1889 gepubliceerd door Percy Sladen.